# Peng Yuan-tang
Pour les articles homonymes, voir Peng.
Dans ce nom chinois, le nom de famille, Peng, précède le nom personnel Yuan-tang.
Peng Yuan-tang, né le 10 mai 1993, est un coureur cycliste taïwanais.

## Biographie
En 2014, Peng Yuan-tang remporte une étape du Tour du lac Poyang. Il termine également troisième du championnat de Taïwan. L'année suivante, il se classe troisième du championnat d'Asie sur route espoirs et quatrième d'une étape du Tour de Thaïlande.
Pour la saison 2018, il intègre la nouvelle équipe australienne McDonalds Down Under. Avec cette formation, il ne dispute qu'une course officielle, le Herald Sun Tour. En 2019, il rejoint l'équipe slovène Ljubljana Gusto Santic.

## Palmarès et résultats

### Palmarès par année
- 2010
  - 3e du championnat de Taïwan sur route
- 2014
  - 5e étape du Tour du lac Poyang
  - 3e du championnat de Taïwan sur route
- 2015
  -  Médaillé de bronze du championnat d'Asie sur route espoirs
- 2019
  - 3e du championnat de Taïwan du contre-la-montre

### Classements mondiaux
| Année                                 | 2015 | 2016 | 2017 | 2018 | 2019  | 2020  | 2021 | 2022 | 2023 | 2024  |
| ------------------------------------- | ---- | ---- | ---- | ---- | ----- | ----- | ---- | ---- | ---- | ----- |
| Classement mondial                    |      | nc   | nc   | nc   | 1482e | 2000e | nc   | nc   | nc   | 2053e |
| UCI Asia Tour                         | 108e | nc   | nc   | nc   | 115e  | 163e  | nc   | nc   | nc   | nc    |
|                                       |      |      |      |      |       |       |      |      |      |       |
| Légende : nc = non classéSource : UCI |      |      |      |      |       |       |      |      |      |       |